# Kultura esperanta

Flaga esperancka

Kultura esperanta – kultura tworzona przez ludzi posługujących się językiem esperanto. Symbolem esperantystów jest zielona gwiazda, znajdująca się na fladze języka.

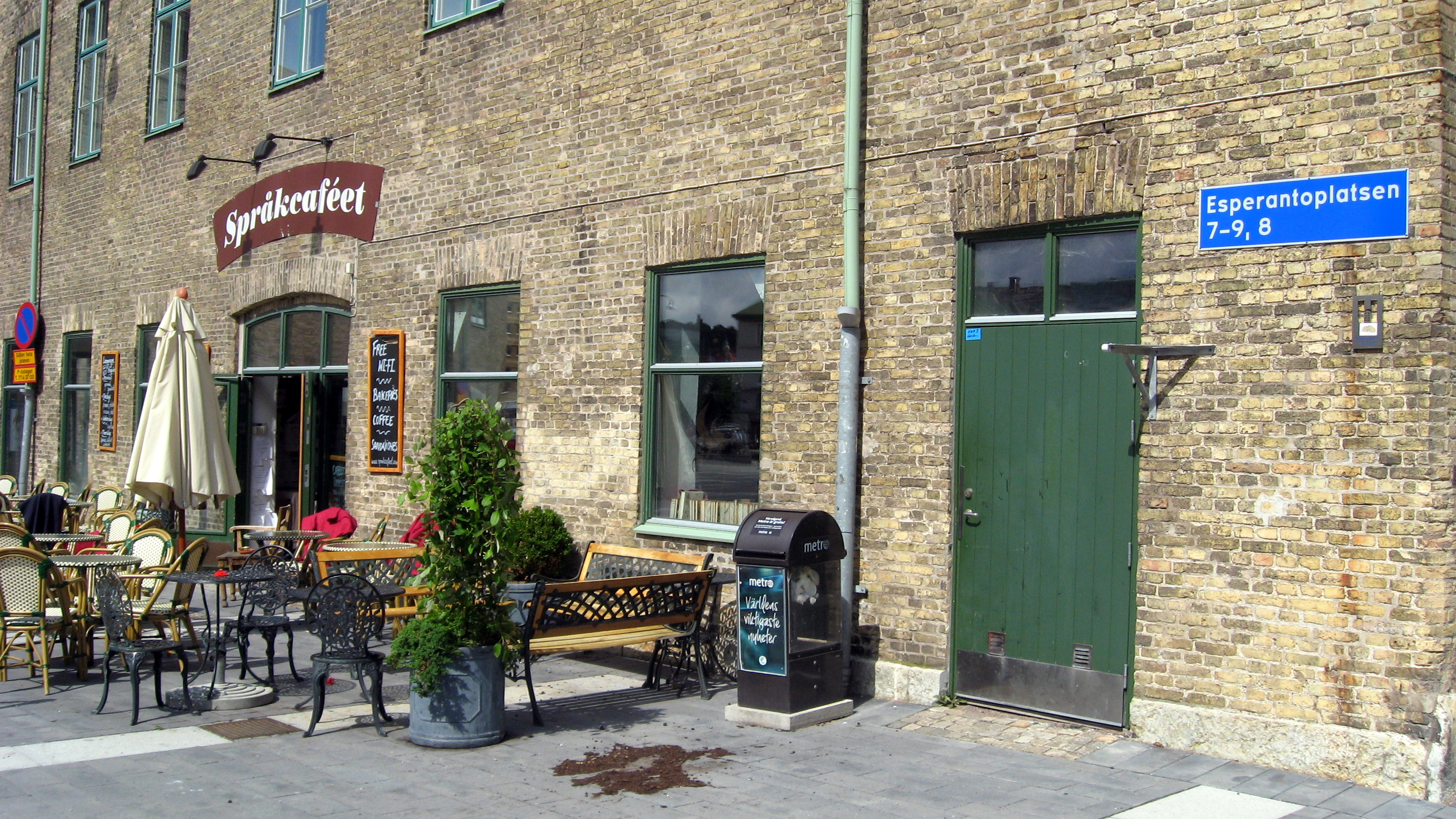
„Kawiarnia językowa” na placu Esperanta w szwedzkim mieście Göteborg

Ze względu na swój międzynarodowy charakter kultura języka esperanto jest zróżnicowana. Na świecie wydawane są czasopisma i książki w tym języku. Istnieją stacje radiowe nadające audycje w esperancie (m.in. Polskie Radio do 15 grudnia 2006, ale także Chińskie Radio Międzynarodowe czy Radio Watykan). Dla pewnej grupy ludzi esperanto jest pierwszym (tj. ojczystym) językiem, posługują się oni esperantem w domu (najbardziej znanym przykładem jest George Soros). Mimo tego, że Polskie Radio nie nadaje już audycji w esperancie, z inicjatywy Barbary Pietrzak nadal przygotowywane są audycje (podcasty), które można pobrać i odsłuchać ze strony internetowej Pola Retradio en Esperanto. 
Istnieje oryginalna, ale także tłumaczona literatura esperancka. Tłumaczami esperanta były takie osoby jak Antoni Grabowski, Leo Belmont czy Julian Tuwim. Istnieją także gazety wydawane w języku esperanto, takie jak np. Monato, Esperanto czy Kontakto.
Język ten jest także obecny w internecie – najstarsza grupa usenetowa poświęcona jego kulturze to soc.culture.esperanto. Jest wiele stron internetowych w esperanto – część z nich obejmował katalog DMOZ. Od 27 października 2020 r. działa esperancki serwis społecznościowy MiaVivo.net.
Istnieje także esperancka Wikipedia.